# Корино Андраде
Марио Корино да Коста Андраде е португалски учен.

## Биография
Роден е в градчето Моура, близо до границата с Испанската империя на 10 юни 1906 г. Прекарва своето детсво в град Бейра. През 1921 година започва да изучава медицина в Лисабонския университет. Дипломира се 6 години по-късно.
През 1931 г. започва да работи заедно с професор Антонио Флорес. Разширява своите познания, като отпътува за Страсбург и започва да работи при известния невролог Жан-Александр Бар. Умира на 16 юни 2005 г. на 99-годишна възраст.

## Кариера
През 60-те години на XX век създава научен център за изследване на фамилна амилоидоза в Порто. Събира екип от лекари и през 1974 година основава Института за биомедицински изследвания, който е второто медицинско училище в Порто.
Андраде първи описва синдрома фамилна амилоидна полиневропатия.